# Palapu
Der Palapu ist ein osttimoresischer Fluss im Verwaltungsamt Maubara (Gemeinde Liquiçá). Wie die meisten kleineren Flüsse im Norden Timors fällt auch der Palapu außerhalb der Regenzeit trocken.

## Verlauf
Der Palapu entspringt im Osten des Sucos Vatuvou. Er fließt nach Norden und erreicht bald die Sawusee, in die er westlich des Ortes Vatu-Nau mündet.